# Pausanias (general)
Pausanias (en griego Παυσανίας) fue un regente y general laconio del siglo V a. C. Pertenecía a la familia real espartana de los Agíadas. Fue hijo de Cleómbroto y Anquitea y sobrino del diarca Leónidas. 
Tras la muerte de Leónidas y Cleómbroto, Pausanias se convirtió en regente en nombre de su primo e hijo de Leónidas, Plistarco, que era menor de edad (año 480 a. C.)
Se proclamó vencedor de la batalla de Platea (479 a. C.) contra el ejército persa dirigido por Mardonio y reconquistó Tebas y Bizancio. En Bizancio los aliados se quejaron de su actitud despótica. Inició también una política de acercamiento a los persas, con la devolución de prisioneros nobles y el compromiso de matrimonio con una hija de Megabates, sátrapa y hombre de confianza de Jerjes. Estos hechos y la adopción, por su parte, de costumbres persas provocaron su destitución.
Estos hechos, y muchas otras cosas que había hecho contra las leyes de Lacedemonia, hicieron que su mismo pueblo se enemistara con él.
Les indignaba en gran manera, por ejemplo que el mismo Pausanias mandara esculpir en el trípode que los griegos habían ofrecido al templo de Apolo, en Delfos los siguientes versos:

«Aquel griego capitán que Pausanias se llamó, ya que a los medos venció con gran trabajo y afán que en la guerra padeció, por honra del dios Apolo, aquí puso esta memoria, aplicando su victoria al favor de aquel Dios solo.»

La destitución de Pausanias como general del ejército de los aliados en la lucha contra los persas, fue una de las causas que promovieron la hegemonía ateniense previa a la guerra del Peloponeso.
Después de haber sido juzgado y declarado inocente, Pausanias regresó, a título personal, a Asia Menor, donde reanudó sus contactos con el Imperio aqueménida. Reclamado de nuevo por los éforos, regresó a Esparta, donde al parecer promovió una revuelta de los hilotas. La traición a uno de sus mensajeros fue su condena. Cuando iba a ser capturado huyó y se refugió en el templo de Atenea Calcieco.
Los espartiatas tapiaron el templo por los cuatro costados, encerrando así a Pausanias en su interior. Esperaron a que estuviera al borde de la muerte por inanición y lo sacaron del templo para que muriera fuera y evitar cometer sacrilegio. Su cuerpo fue enterrado en el mismo lugar de su muerte, próximo a la tumba del rey Leónidas.